# Incurvariidae
Famille
Les Incurvariidae sont une famille de petits lépidoptères (papillons) primitifs, qui regroupe environ 11 genres et 51 espèces.  